# Ketty La Rocca
Gaetana La Rocca, detta Ketty (La Spezia, 14 luglio 1938 – Firenze, 7 febbraio 1976), è stata un'artista italiana.
È stata una delle più importanti artiste italiane del XX secolo, esponente di primo piano della Poesia visiva. Nei suoi ultimi lavori aderì alla Body art.
La sua ricerca si alimenta di una profonda riflessione sull'universo della comunicazione. Ha partecipato alla XXXVI Biennale di Venezia nel 1972 con uno dei primi video realizzati nell'ambito artistico.
L'Archivio Ketty La Rocca (The Estate Ketty La Rocca) è gestito dal figlio dell'artista, Michelangelo Vasta.

## Biografia
Nacque a La Spezia nel 1938 e si trasferì, con la madre Elvira, detta Vera, e la sorella Bianca, a Firenze nel 1948. Vissuta per alcuni anni (tra il 1952 e il 1956) in un convitto femminile, l'artista ebbe modo di conoscere a fondo i condizionamenti che plasmano la donna sin dalla prima infanzia. Ottenuto il diploma di insegnante elementare all'Istituto Magistrale Gregorio Elladio di Spoleto, Ketty La Rocca tornò nel 1956 a Firenze dove, oltre a lavorare come maestra, frequentò i corsi di musica elettronica di Pietro Grossi. Grazie al collega Lelio Missoni, in arte Camillo, entrò in contatto con Eugenio Miccini, con Lamberto Pignotti e con altri esponenti del Gruppo 70, alla cui poetica sono riconducibili le prime sue opere di poesia visiva. I poeti visivi, rendendosi conto che sia la letteratura sia l'arte stavano utilizzando un linguaggio lontano da quello comune, per colmare questa distanza decidevano di creare un moderno volgare, il cui lessico proviene dall'ambito della comunicazione di massa, cioè dai quotidiani, dai rotocalchi, dalla pubblicità e dai fumetti. Era una forma d'arte alquanto discussa, che riusciva a dare messaggi profondi e forti tramite la fusione tra immagini e parole. 
La Rocca collaborò intensamente con il gruppo per tutti gli anni '60 e si interessò molto a questa forma artistica producendo opere personali e originali, analizzando in maniera ironica ma tagliente lo stereotipo femminile offerto dai media e dalla pubblicità. Si trattava di collage in cui, utilizzando le parole e le immagini dei giornali alle quali attribuiva un nuovo significato (o meglio il significato che esse nascondono ad una prima superficiale lettura), muoveva una profonda critica al sistema politico e ai dettami della Chiesa cattolica. Benché non abbia mai militato nei movimenti femministi, i nuovi fermenti politici non possono non aver influenzato i suoi primi lavori. A differenza di altre artiste della sua generazione, Ketty La Rocca ha spesso partecipato a mostre di sole donne, con il proposito di riconquistare spazio e visibilità storicamente appannaggio quasi esclusivamente maschile. La sua fitta rete di contatti femminili ha contribuito negli anni ad accrescere la sua notorietà internazionale.
Attraverso la poesia visiva La Rocca cercava di decontestualizzare i segni e le parole, ed è proprio dal segno decontestualizzato che nasceranno le lettere giganti e le punteggiature, eleganti monogrammi in pvc nero che escono dalla pagina scritta per estendersi nello spazio e attribuiscono all'immagine un valore privilegiato rispetto al testo. Parallelamente segue il lavoro di "decostruzione" dell'immagine fotografica, attingendo all'archivio Alinari, o utilizzando cartelloni cinematografici di cult movie hollywoodiani ridotti a opere di calligrafia. Già dagli esordi, La Rocca tendeva a voler costruire un rapporto diretto con lo spettatore e ad allontanarsi da ogni concezione contemplativa dell'opera d'arte.
Alla soglia degli anni '70, il lavoro di La Rocca iniziò a muoversi in una direzione diversa, esplorando altre forme di comunicazione ed entrando in una fase che l'artista stessa definì di "delusione dell'immagine", generata dalla convinzione che l'immagine subisse un processo di espropriazione ed esaurimento da parte della parola. Alla ricerca di forme che riteneva più autentiche rispetto al linguaggio verbale, La Rocca spostò la sua attenzione sul corpo, sulla gestualità del viso e sul linguaggio delle mani, arrivando negli ultimi anni a servirsi delle radiografie del cranio e della sua stessa grafia.
L'attenzione che La Rocca aveva per la comunicazione gestuale, ad esempio affidata al movimento delle mani, è alla base di molti lavori e del video Appendice per una supplica del 1972, emblematici esempi delle numerose declinazioni del suo universo creativo, ricco di ideologie e teorie.
Colpisce inoltre l'attualità del suo messaggio, il soffermarsi sul dilagare delle informazioni e sull'alienazione dell'individuo.
In questi anni l'artista cominciò a confrontarsi pionieristicamente con le tecniche espressive più avanzate della sua epoca, quali il videotape, l'installazione e la performance. Da segnalare il suo interesse per i mezzi di comunicazione di massa,  di più ampio respiro rispetto ai circuiti ristretti dell'avanguardia: fu consulente di due trasmissioni televisive Nuovi alfabeti e Le mani, destinati alla comunicazione per persone sorde.
Una sorta di fusione tra linguaggio gestuale e testo venne poi ulteriormente messo in evidenza dalla performance del 1975, Le mie parole e tu?, dove a un testo sintatticamente perfetto, ma privo di qualsiasi significato, letto dall'artista, si contrappone l'allocuzione intima, vocativa, accusatoria "tu", "you", pronunciata dagli studenti, spettatori. Il percorso artistico di Ketty La Rocca è un lavoro che va a ritroso, iniziando a lavorare sulle parole e passando per il significato di ogni singola lettera, per poi arrivare ad esprimersi solo attraverso le gestualità delle mani, capaci di parlare con estrema 
immediatezza. In tutta la sua ricerca non farà altro che condurre un percorso che rimbalza continuamente tra l'io e il tu.
La sua ricerca ultima, vicina all'arte concettuale, approdò alle Riduzioni in cui le immagini vengono ricondotte, per graduale trasfigurazione, a segni astratti. Nel 2011 la sua Craniologia (1973) è stata esposta alla mostra "Autoritratte", Firenze, Galleria degli Uffizi, Sala delle Reali Poste.

## Opere
Le opere di Ketty La Rocca sono presenti in numerose collezioni pubbliche e private tra cui il Centro Georges Pompidou di Parigi e il Museum of Modern Art di New York.

### Primi collage
I primi collage nascono nel 1964, il periodo in cui l'artista lavorava all'interno del Gruppo 70. Con l'aiuto di strumenti poveri come carta, forbici e colla (con cui aveva dimestichezza anche grazie al suo lavoro a scuola) Ketty La Rocca utilizza le immagini dei media e cerca di mettere a confronto l'arte con un campo finora ignorato nella società dei consumi, ponendo al centro della sua ricerca una società dominata e condizionata dal consumismo e dai media, che lanciano messaggi che ci manipolano e che spesso ci tengono all'oscuro di ciò che veramente è importante sapere.
Tramite l'approccio a questo tipo di ricerca, Ketty apprende le varie pratiche di contaminazione tra i linguaggi, quale appunto il collage poetico-visivo, in cui cerca di scuotere lo spettatore e di coinvolgerlo in un esercizio di decifrazione dell'opera, per raggiungere la totale comprensione. Una ricerca che Ketty perseguirà con accanimento per tutta la sua vita. Verso la fine degli anni sessanta, infatti, l'autrice spinge il suo sguardo all'interno del linguaggio per soffermarsi sulle lettere che, staccate dalla bidimensionalità della pagina, sono adoperate per costruire grandi ambienti fiabeschi: vere scatole di gioco in cui lo spettatore si trova d'un tratto gettato, come in un mondo di meraviglie.
Dopo di che Ketty comincia ad utilizzare il tema delle mani, di cui ne analizza il linguaggio, tramite l'uso dei gesti, e fonde con esse la parola, quasi sempre presente nelle sue opere.
Le parole utilizzate dall'artista non fanno altro che da cornice a quelle “appendici”, già espressive di loro, le mani. Il loro senso viene quasi distorto, non sono più le parole a parlare ma bensì i gesti effettuati dalle mani, mentre le parole inserite intorno ad esse, sembrano quasi gesticolare il loro messaggio, rimanendo assordanti solo nella mente ed ammutolite dal parlare delle mani. L'interesse nei confronti delle mani ha origine nel desiderio di creare un nuovo linguaggio della comunicazione, in cui il corpo reale, l'espressione dei gesti e la scrittura entrano in un nuovo rapporto. In questi lavori l'artista si riferisce esplicitamente al mondo femminile, per cui le mani richiamano i gesti compiuti dalle donne in ambito quotidiano.

### Top Secret: unificazione rapida(1965) edElettroaddomesticati(1965)
Questi due lavori sono opere di denuncia, contro la mercificazione dell'immagine femminile e la manipolazione maschilista delle coscienze operata dalla politica come anche dalla Chiesa Cattolica, uno sfruttamento totale della donna e della sua immagine. Top secret: unificazione rapida è un'immagine affiancata da una frase di vasta portata ironica ma con allusione erotica, vi è raffigurata una donna con labbra sensuali che ci guarda attraverso una griglia nera. Una donna prigioniera, che è anche una seduttrice segreta: o meglio, il sesso femminile che si difende con le proprie armi, anche se è rinchiuso dietro alle sbarre che la società le impone. Una donna che utilizza lo sguardo per comunicare, i suoi occhi riescono a parlare e sembrano quasi urlare, buttano fuori quel senso di soffocamento dovuto al forte maschilismo, che viene inserito nell'opera sotto forma di sbarre.
Elettroaddomesticati è un collage con due volti di donne dallo sguardo sensuale, tra cui una con la bocca bendata.
In questi collage l'artista prende spunto da un vissuto personale, ma cerca di conformare il tutto in modo tale da rendere universale il suo messaggio, quindi in grado di colpire tutti noi, rendendo l'opera molto potente a livello comunicativo, proprio come avviene nella grande letteratura in cui il racconto riesce a toccare, a partire dall'individuo, un principio che riguarda tutti in quanto esseri umani. Questa sarà solo una delle prime opere in cui Ketty La Rocca ci metterà davanti la realtà politica di quel periodo.

### Punto di Vista(1969)
Verso la fine degli anni Sessanta Ketty La Rocca progetta un'installazione, che purtroppo viene lasciata sulla carta, come quelle idee che a poco, a poco, diventano immagini, parole, progetto: un'installazione raccontata da Ketty La Rocca in fogli fitti di schizzi e di appunti, una riflessione su quel che muta e quel che rimane immobile: "Il Punto di Vista", ovvero come trasformare in un ambiente percorribile un'espressione comune, quasi svuotata di significato. È il 1969, in poche pagine le frasi s'incastrano ai disegni, alle frecce, alle sottolineature, poco dopo ci sarà il libro In principio erat e il video “Appendice per una supplica”, presentato alla XXXVI Biennale di Venezia, invece quell'installazione, resta descritta, come un luogo che il tempo non ha voluto far materializzare. Trattasi di uno spazio che può essere osservato da un foro di circa 30 cm praticato su un telo scuro, mosso da un vento provocato artificialmente. Un “Punto di vista investito dal vento”, come ha lasciato scritto l'artista, mobile e precario che muta costantemente: dall'altro lato la dimensione dell'arte, ovvero le virgole fissate sulle pareti e sul soffitto restano immobili. Il significato di questa installazione è che l'arte non muta e si rivela costante nel tempo e nello spazio. Questa installazione venne realizzata, in omaggio a Ketty La Rocca dopo venticinque anni dalla prematura scomparsa nel Museo di arte contemporanea e del Novecento di Monsummano Terme.

### Specchi(1967)
Contemporaneamente all'evento tenutosi nel Museo di Monsummano Terme, nel Palazzo delle Esposizioni a Roma per la prima volta al pubblico fu esposta l'installazione “Specchi”, assai poco conosciuta perché rimasta sempre allo stadio di progetti. Negli Specchi è testimoniata la volontà di dominare lo spazio; questi sono progettati per essere installati in punti diversi dell'ambiente in modo da riflettersi l'un l'altro e riflettere nello stesso tempo lo spettatore, che muovendosi crea l'opera, un'opera in divenire sempre diversa e viva.
L'artista ha sperimentato l'effetto degli specchi negli spazi espositivi, creando dei giochi di rimandi variabili tra le superfici riflettenti e il pubblico, il quale si mette ad interagire con l'opera. Gli specchi “incorniciano” così tutto ciò che sta davanti, l'ambiente e i visitatori, e con questo stratagemma, l'artista ottiene che gli spettatori entrino a fare parte dell'opera. Come in un gigantesco "Ready-made", il mondo reale si ritrova stretto in un dialogo continuo con il mondo dell'arte e così facendo, acquisisce statuto artistico. La figura dell'altro non appare soltanto in quanto spettatore che si riflette negli specchi posizionati dall'artista nello spazio, ma pervade le opere con il passare degli anni.

### La ricerca sull'io(fine anni Sessanta)
Verso la fine degli anni sessanta l'autrice spinge il suo sguardo all'interno del linguaggio per soffermarsi sulle lettere staccandole dalla bidimensionalità della pagina, ed adoperandole per costruire grandi ambienti in cui lo spettatore si ritrova in netto contatto con delle lettere che in realtà nascondono un significato profondo, queste lettere si oggettualizzano nello spazio come una serie di sculture, e non sono altro che una sorta di abbreviazione: si tratta di una “I” ed una “J” tridimensionali di pvc nero che stanno per l'inglese "I" e il francese "Je". Ossia, l'Io come punto di vista, messo per la prima volta in contatto con il mondo esterno. 
Attraverso il tatto, l'ego diventa così palpabile e guadagna una presenza fisica straordinaria. Dalla coscienza dell'Io, che percepisce e invade lo spazio per appropriarsene, si cerca faticosamente di stabilire un contatto con l'altro da sé, che avrà una funzione di riflesso: il tu conferma, ripetutamente, l'esistenza dell'io. Jacques Lacan, famoso filosofo francese, stabilisce “lo stadio dello specchio” introducendo nella psicoanalisi freudiana il momento in cui, nella mente infantile si comincia a costruire il nucleo dell'io.  Solo quando il bambino impara a riconoscere che ciò che vede nello specchio non è un altro bimbo, ma il riflesso del suo corpo, prenderà consapevolezza del suo io e potrà iniziare a costituire la propria identità, distinta da quella dei genitori. “Lo stadio dello specchio” avviene attorno ai sei mesi e questa fase corrisponde allo stesso momento con il primo timido allontanamento dalla simbiosi con la madre.
Nel lavoro di Ketty La Rocca, la presa di contatto con il mondo e quindi l'altro da sé, partendo dal proprio essere, si articola in forme sempre nuove in una ricerca febbrile e senza fiato.

### Riduzioni(anni Settanta)
Nelle Riduzioni, La Rocca trasforma la foto quotidiana, per esempio una foto di famiglia, di un'installazione in una galleria, un autoritratto o la faccia di un politico, un giornale o una cartolina artistica, venduta mille volte, oppure un manifesto cinematografico. Il principio delle Riduzioni è ampliare la foto di partenza con una o più variazioni, tramite la schematizzazione grafica dell'immagine, riducendo le sue linee e i contorni delle forme importanti a linee e superfici nere.
Si tratta di una serie di polittici nati nei primi anni settanta dove le parole vengono ricondotte, per graduale trasfigurazione, a segni astratti, un conflitto tra parole e immagini, tra segno iconico e segno verbale. La prima immagine fotografica di varia tipologia risponde all'esigenza di riappropriarsi della realtà nei suoi vari aspetti, nella seconda sequenza, lavorando su un trasparente sovrapposto all'immagine fotografica, l'artista ricopre i contorni con you, you o con frasi senza senso, in una sorta di scrittura automatica.
La parola "you" viene ripetuta ossessivamente per circoscrivere dei contorni calcati da fotografie di opere d'arte e luoghi famosi. La parola "tu", si trova ad essere riscritta ininterrottamente, come se questo "altro" dovesse essere implorato intensamente, perché è sempre sfuggente e altrove e, se per puro caso si dovesse trovare nelle vicinanze, sarebbe sempre a rischio, comunque, di svanire di nuovo. L'evocazione ripetitiva e senza conclusione possibile, rivela uno stato confusionale e di irrecuperabile lontananza, come spiega bene l'artista: "You, you, tenta di inceppare il processo mentale, rendere subito chiara l'asintote dell'alienazione". Prigioniera in questo girare e girare disperato senza sosta, senza pietà, senza riposo, l'artista sembra trovare come unico sbocco quello dell'isteria: “Io non ho alternative, mi salvo nella mia stessa isteria”.
L'artista, in alcuni punti, lascia in sospeso quando, come e in che forma, la questione dell'alterità si dovrebbe risolvere. La motivazione di ogni atto comunicativo è pur sempre di stabilire un contatto con l'altro e scambiare idee, pensieri, esperienze o racconti, e per cui Ketty realizzerà dei lavori rappresentanti delle mani e vi inserirà la parola "You".
Il primo passo dopo l'Io è il Tu. All'"I" segue "You". Ma mentre dell'Io possiamo essere abbastanza sicuri che lo possediamo (almeno in parte), il tu ci sfugge perennemente e non si lascia mai acchiappare. Non lo controlliamo e non c'è speranza di mai poterlo nominare "mio". Da qui nasce la profonda disperazione che si esprime nel seguente richiamo ossessivo e infinito "you you you you..." che ritroviamo poi in diversi lavori degli anni a venire e che, allo stesso momento ricorda gli esercizi che si usano fare a scuola.

### Appendice per una supplica(1969)
È una video-opera presentata nel 1972 alla XXXVI Biennale di Venezia, nella sezione Performance e Videotape, curata da Gerry Schum. Uno dei primi video della storia dell'arte contemporanea, Appendice per una supplica, video in cui le mani (strumento che l'artista usava costantemente) diventavo protagoniste assolute. Si tratta di una denominazione che trae le radici dalla tradizione religiosa: le protagoniste dell'azione, le mani, sono le cosiddette "appendici" comunicative.
Il video è diviso in tre parti: nella prima parte La Rocca compie una serie di gesti semplici e quotidiani, mostrando il palmo e il verso delle proprie mani, nella seconda parte compaiono a delimitare lo spazio due mani estranee oltre a quella sinistra dell'artista, a tratti serrata a pugno, a tratti aperta. Nella terza parte, quasi a mimare il gioco della conta infantile, alcune dita vengono nascoste mentre sullo schermo appare il numero corrispondente.
Come animali curiosi, queste mani si stagliano in grigio chiaro dallo sfondo nero e eseguono movimenti alquanto sperimentali, come se una mano dovesse indagare tutta la topografia dell'altra, scrutandola con la punta dell'indice su e giù, avanti indietro.
Il video manifesta un forte interesse verso la sperimentazione tecnologica da parte dell'artista, la sua volontà di sottrarre il gesto al transitorio, al precario e soprattutto un bisogno di sopravvivenza attraverso l'opera d'arte. Il video rigorosamente in bianco e nero è girato a camera fissa e diventa una sorta di boccascena teatrale aperto sulle immagini bianche e luminose delle mani fantasmi sul fondo scuro.

### La storia che ha commosso il mondo(1979)
Si tratta dell'unica opera teatrale dell'artista, pubblicata nel 1970 sul numero "Teatro 1" della rivista "Tèchne", fondata e curata da Eugenio Miccini. Il testo non ha una vera e propria trama. Sulla scena si susseguono infatti dei personaggi anonimi, indicati solo con lettere dell'alfabeto (A, B, C). Oltre a questi, sono presenti anche degli Speaker, anch'essi anonimi, che riproducono spot pubblicitari, notiziari televisivi, collegamenti dall'estero, e molti altri riferimenti legati alla società degli anni sessanta e settanta. Pur trattandosi di un vero e proprio collage di voci e battute, il testo sembra mettere in scena la difficoltà della comunicazione nell'epoca dei mass media, in scene prive di dialoghi e dominati dall'alternanza dei monologhi di A, B e C. Anche la forma stessa dell'opera, sembra ricordare i collage che avevano caratterizzato alcune sue prove precedenti. All'interno del testo è possibile poi rintracciare numerosi temi cari all'artista spezzina e fiorentina d'adozione: la guerra in Vietnam, il ruolo e il corpo della donna che diviene sempre più una merce, e soprattutto il linguaggio della modernità, il vero tema di tutta la sua ricerca. Il testo teatrale si caratterizza come una tappa importante del percorso artistico di Ketty La Rocca. Il testo, che prima era leggibile solo in forma mutila, è ora disponibile integro.

### Craniologie(1973)
Con estrema lucidità Ketty ha elaborato la propria situazione negli ultimi periodi della sua breve vita. Nelle Craniologie vediamo un pugno e sembra proprio sentire le urla ossessive del "you you" in un collage sulla base della radiografia che mostra un cranio. 
È proprio con questi lavori che Ketty La Rocca raggiunge gli esiti più alti della sua poetica; sullo sfondo delle evanescenti impronte radiografiche del cranio, l'artista intarsia l'immagine di una mano, come se si trattasse di un calice colmo di fiori, poi tutto intorno appone una cantilenante, brulicante scia di "you": come in una supplica sofferta e intima al suo interlocutore. In queste opere l'artista è in grado di sintetizzare tutta la sua ricerca espressiva, con un linguaggio scarno, pulito, classico.
Inoltre possiamo cogliere qui non troppo sottili le affinità con le vanitas seicentesche: paragone reso ancora più opportuno, ma allo stesso tempo drammatico, se si pensa alla sua malattia che la sta progressivamente consumando. 

### Le mie parole, e tu?(1974/1975)
Uno dei campi di ricerca di Ketty, è la sperimentazione con parti del corpo e particolarmente con le mani, che sono da considerare una sorta di prolungamento fisico della parola "you". Esse non solo sono, oltre la faccia, la parte più comunicativa del corpo umano, capaci di esprimere sentimenti ed affetti o di proteggerci, ma sono al contempo strumenti potenti del "fare", sempre “all'avanguardia” sul resto del corpo, pronti a scattare per creare il primo contatto. Ed in quest'opera racchiude la vera essenza della parola "you", trasmettendo in pieno il messaggio della sua ricerca in una sola opera, senza alcun bisogno di doverla spiegare a parole, ma sta all'osservatore cogliere in pieno il suo messaggio.

## Pubblicazioni
- In principio erat, di Ketty La Rocca, presentazione di Gillo Dorfles, Centro Di, Firenze, 1971.
- Ketty La Rocca: i suoi scritti, a cura di Lucilla Saccà, Martano Editore, Torino, 2005.

## Mostre ed esposizioni
- Centre d'Art Contemporain Genève, Ginevra (1992)
- Künstlerhaus, Stoccarda (1995)
- Kunsthalle, Vienna (1995)
- College Marcel Duchamp, Châteauroux (1996)
- Fondazione cassa di risparmio, La Spezia (1999)
- Museo di arte contemporanea e del Novecento, Monsummano Terme (2001)
- Palazzo delle Esposizioni, Roma (2001)
- Istituto italiano di cultura, Los Angeles (2002)
- Palazzo Fabroni, Pistoia (2002)
- Galleria Martano, Torino, (2011)
- BAU GPS – Global Participation System, Galleria d'arte moderna e contemporanea Lorenzo Viani, Viareggio (2017)[6]
- Viva Italia. Percorsi di Arte Italiana del XX e XXI secolo, Galleria Civica, Sofia (2017)[7]
- Padiglione d'arte contemporanea, Ferrara (2018)